# Биш
Биш (фр. Biches) насеље је и општина у источном делу централне Француске у региону Бургоња, у департману Нијевр која припада префектури Шато Шенон (град).
По подацима из 2011. године у општини је живело 321 становника, а густина насељености је износила 13,08 становника/km². Општина се простире на површини од 24,55 km². Налази се на средњој надморској висини од 255 метара (максималној 307 m, а минималној 212 m).

## Демографија
| 1962. | 1968. | 1975. | 1982. | 1990. | 1999. | 2011. |
| ----- | ----- | ----- | ----- | ----- | ----- | ----- |
| 373   | 405   | 416   | 381   | 316   | 290   | 321   |

График промене броја становника у току последњих година